# Johann Georg Distler
Johann Georg Distler (* 1765 in oder bei Wien; † 28. Juli 1799 ebenda) war ein österreichischer Geiger und Komponist.

## Leben und Wirken
Johann Georg Distler, Sohn des Logenmeisters am Kärntnertortheater, war in den 1770er Jahren ein Schüler von Joseph Haydn, der ihn angeblich sehr schätzte. Prinz Friedrich Eugen von Württemberg engagierte ihn 1781 als Geiger in seine Residenz in der Grafschaft Württemberg-Mömpelgard (Montbéliard). 1786 wurde er zum Musikdirektor ernannt. Nachdem die Residenz Montbéliard von den französischen Revolutionstruppen erobert wurde, folgte Distler seinem Dienstherren nach Ansbach und Bayreuth, wo dieser preußischer Generalgouverneur war. Als Friedrich Eugen 1795 Herzog von Württemberg wurde, übernahm Distler mit dem Konzertmeister Johann Rudolf Zumsteeg die Leitung der Stuttgarter Hofkapelle. Gemütskrank reiste Distler schon ein Jahr später nach Wien zu seinen Eltern, wo er als Komponist für Kammermusik wirkte. Er widmete seine Werke Prinzessin Sophie und Prinz Karl von Württemberg sowie Großfürst Paul von Russland. Distlers Frau Luise ist noch bis 1810 als Schauspielerin und Sängerin im Stuttgarter Ensemble nachgewiesen.
Verschiedene Geschwister Distlers wirkten als Sänger und Schauspieler an Wiener Theatern. Seine Schwester Elisabeth (1769–1782) sang in der Uraufführung von Mozarts Kantate Davidde penitente KV 469 eine Solopartie.
Gustav Schilling (1803–1881) schrieb 1840 in seiner Encyclopädie der gesamten musikalischen Wissenschaften über Distler: „... und wenige Componisten möchten seyn, die sich einer solch allgemein günstigen Aufnahme ihrer Werke rühmen dürften als er ... Besonders seine Violinquartette deren er ohngefähr 24 herausgab .... fanden so eine seltene rege Theilname daß mehrere davon in einer Zeit von 5 Jahren 6 verschiedenen Auflagen erlebten. Das Leichte und gefällige seiner Ideen und dabei doch die kunstgerechte Behandlung derselben, mochten wohl die Hauptursache davon seyn.“

## Werke
- Violinkonzert in D-Dur, uraufgeführt 1794 durch Franz Clement in Wien
- 6 Quartette, 1791;
- 6 Quartette für Violinen und Violoncelli, 1791;
- 6 Quintetti für 2 Violinen, 2 Violen und Bass (Wien, 1795 verschollen)
- Deux Trios concertants für Klarinette, Violine und Viola op.7, (1804, Gombart et Comp.)
- Concerto in B-Dur für Flöte und Orchester